# Semipelagianizm
Semipelagianizm – w teologii chrześcijańskiej pogląd dotyczący w głównej mierze relacji łaski Bożej i wolnej woli człowieka.
Nawiązuje do pelagianizmu, lecz stara się uniknąć  radykalności jego tez. Według semipelagianizmu wiara zaczyna się od aktu woli ze strony człowieka, a dopiero później dołącza się do niej łaska Boża. Semipelagianie używali metafory pierwszego kroku człowieka w kierunku Boga – człowiek sam dochodzi do wiary, a dalej prowadzi go Bóg.
W świetle dogmatyki Kościoła katolickiego, semipelagianizm jest herezją, jako że odrzuca pojęcie łaski wystarczającej, koniecznej do przyjęcia wiary. Jako herezję zdiagnozował go pod wpływem pism Jana Kasjana i ostro potępił Augustyn z Hippony.
W świetle dogmatyki luterańskiej semipelagianizmowi bliska jest doktryna katolicka (przez założenie, że grzesznik jest w stanie uwierzyć samodzielnie i współpracować z Łaską Bożą o własnych siłach lub też z własnej inicjatywy ją przyjąć).
Semipelagiańską nazywano też jezuicką teologię molinistyczną, jako że podkreślała samodzielność człowieka w dochodzeniu do wiary – nazwy tej używali przede wszystkim augustynizujący janseniści w sensie pejoratywnym.